# Flagstaffite
La flagstaffite è un minerale descritto nel 1920 in base ad un ritrovamento avvenuto nei pressi dei San Francisco Peaks a nord di Flagstaff in Arizona, Stati Uniti d'America, il nome è stato attribuito in riferimento alla località di ritrovamento Trattasi di un monoidrato della cis-terpina..
Questo minerale è fortemente piroelettrico.

## Morfologia
La flagstaffite è stata scoperta sotto forma di cristalli ben formati prismatici..

## Origine e giacitura
La flagstaffite è stata trovata all'interno di tronchi fossilizzati, originariamente trovati presso Flagstaff in Arizona. Si trova anche fra i detriti alluvionali portati a valle dalle montagne vicine e in tronchi d'albero sepolti.

## Proprietà chimico-fisiche
- Peso molecolare = 190,28 grammomolecole[2]
- Composizione chimica[2]:
  - Idrogeno 11,65 %
  - Carbonio 63,12 %
  - Ossigeno 25,22 %
- Densità di elettroni: 1,21 g/c³[2]
- Indici quantici[2]:
  - fermioni = 0,0070819579
  - bosoni = 0,9929180421
- Indici di fotoelettricità[2]:
  - PE = 0,19 barn/elettroni
  - ρ= 0.23 barn/c³
- Indice di radioattività: GRapi = 0 (Il minerale non è radioattivo)[2].